# Rodrigues
Rodrigues, nazývaný popelka Mascarén, je ostrov, který je součástí Mascarénských ostrovů. Z politicko-administrativního hlediska je Rodrigues závislé území Mauricijské republiky. Nachází se uprostřed Indického oceánu, 560 km severovýchodně od ostrova Mauricius. Ostrov je dlouhý 18 km, 8 km široký a jeho součástí je 200 km lagun a 7 km korálových útesů. Hlavním městem je Port Mathurin, který má 6000 obyvatel. Celkově žije na ostrově 40 000 tisíc obyvatel, hlavně afrického původu. Náboženství zde převládá římskokatolické, vyznává jej 90 procent místních obyvatel. Úřední řečí je angličtina, ale hovoří se zde také kreolsky či francouzsky.

## Geografie

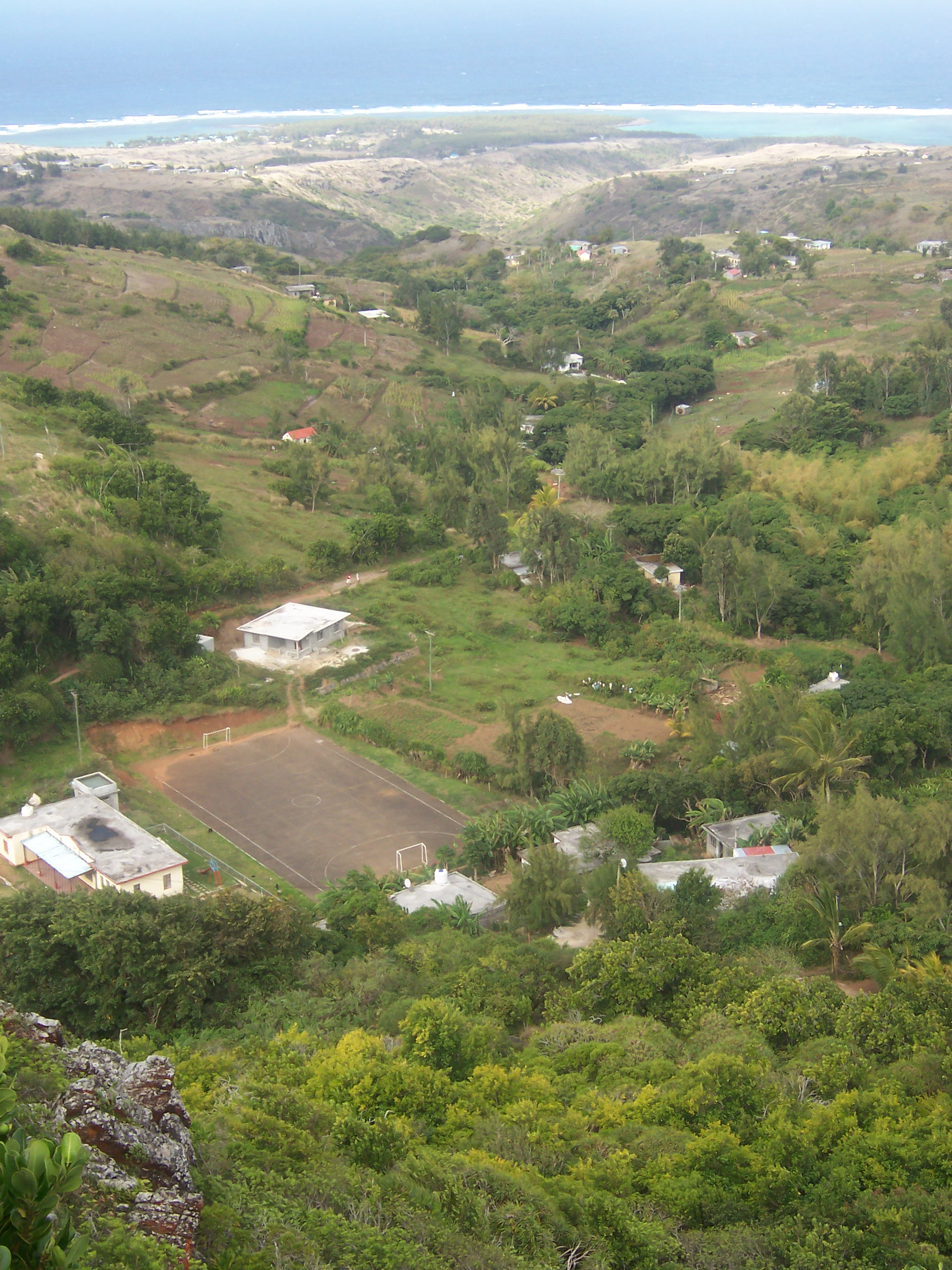
Pohled z vnitrozemí k moři

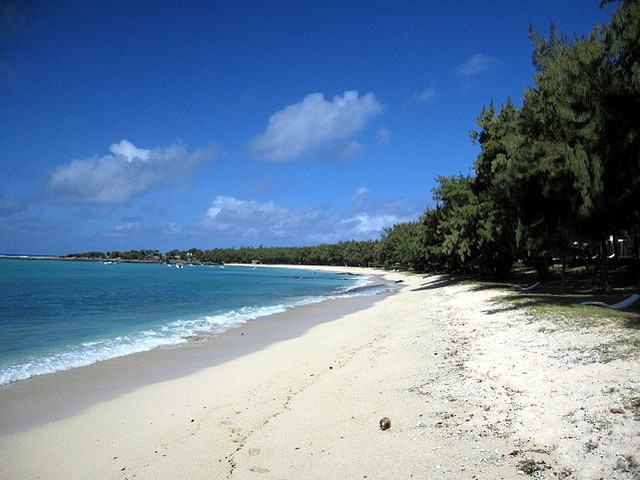
Pláž Pointe Cotton

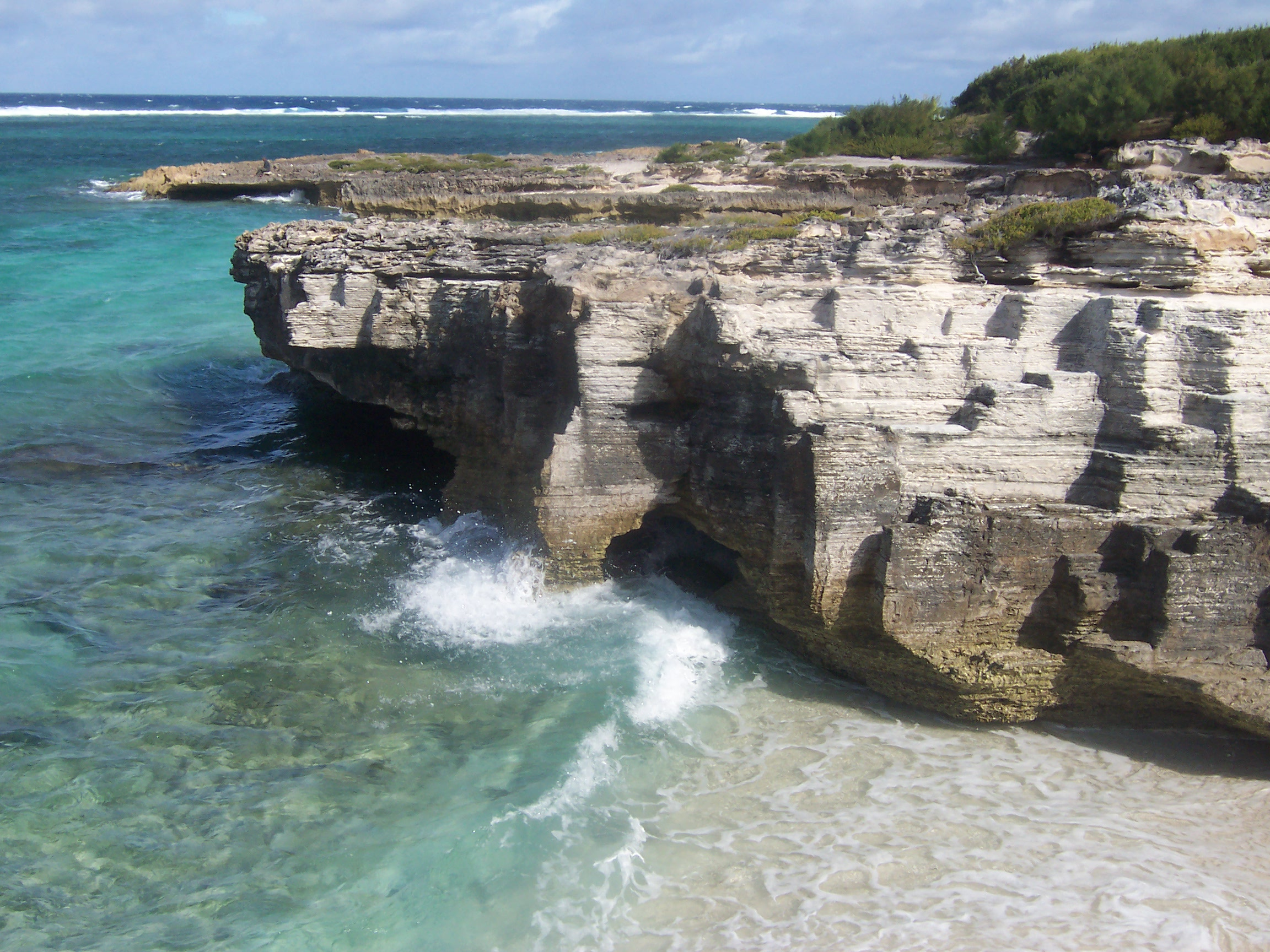
Skalnaté pobřeží

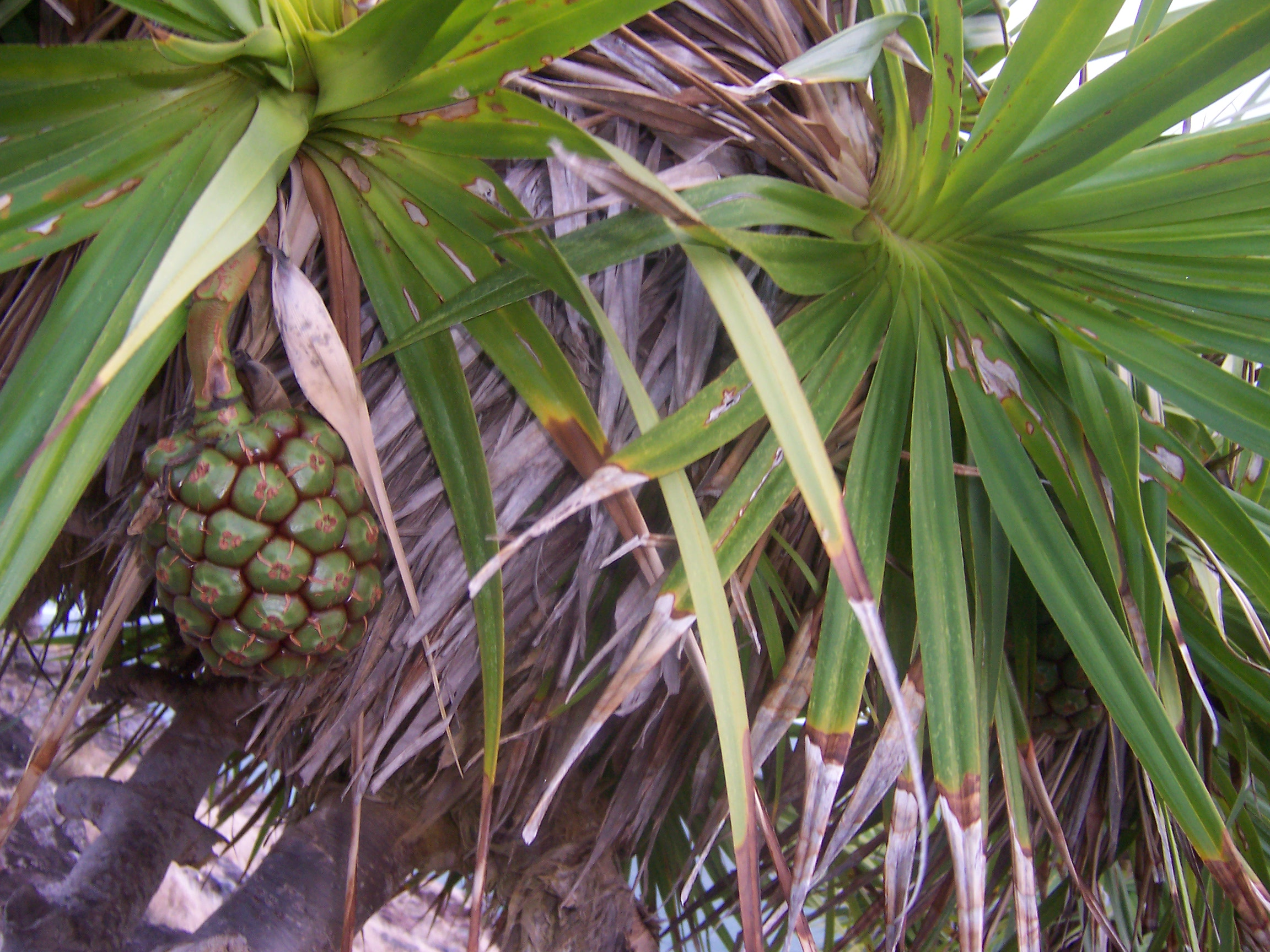
Strom pandán

Ostrov Rodrigues je vulkanického původu a je obklopen tyrkysovou lagunou s mělkými vodami a hojným korálovým životem. Pobřeží ostrova je lemováno nedotčenými plážemi s bílým pískem, skálami a jeskyněmi, které jsou obydlené vzácnými druhy vodního ptactva. Krajina je velmi rozmanitá – od pláží, přes terasová pole, menší údolí až k lesním porostům poskytujících ochranu unikátnímu druhu zlatých netopýrů živících se ovocem. Fauna i flora na ostrově nabízí možnost spatřit rostliny a živočichy, kteří se vyskytují jen na několika místech na Zemi a jejichž záchrana je hlavní prioritou. Rodrigues je také obklopen 17 ostrůvky, které kolem něj vytváří optický náhrdelník a jsou výletním místem pro turisty a hlavně pro potápěče.

## Historie
Tento ostrov pravděpodobně objevil portugalský mořeplavec Diego Rodriguez, který roku 1528 připlul k ostrovu. Jeho existence však byla známá Arabům již od 10. století, protože už tehdy byl součástí jejich navigačních map. První silný pokus o kolonizaci ostrova proběhl v roce 1691, kdy Francouz François Leguat prchal se sedmi hugenoty před pronásledováním ve Francii. V roce 1735 zde byla založena první stálá francouzská kolonie. Během následujících století se ostrov stal zastávkou mnoha anglických, francouzských a holandských posádek na cestě do Indie. Ty si zde však opatřovaly pouze potraviny na další cestu, převážně ovoce a také maso z želv obrovských, kterými byl ostrov proslulý. Ty však byly vyhubeny na konci 18. století, kdy byl ostrov dočasně okupován Francií, ale na ostrově nežili žádní stálí obyvatelé. V roce 1807 převzali vládu nad ostrovem Britové, to na Rodriguesu žilo několik málo kolonistů a pár desítek francouzsky hovořících otroků. V roce 1901 bylo na ostrově zavedeno telegrafické spojení podmořským kabelem spojujícím Velkou Británii s Austrálií . S postupným růstem populace se ostrov rozvíjel pouze v oblasti farmaření a stal se sýpkou Mauricia. Světové války neměly na život na ostrově téměř žádný vliv. Teprve v roce 1930 byla zprovozněna první silnice, ale první automobil se objevil až roku 1954. První nemocnice byla otevřena na konci roku 1955. Roku 1967 se 90 procent obyvatel ostrova Rodrigues vyslovilo proti nezávislosti na Velké Británii, ale většina obyvatel ostrova Mauricius byla pro nezávislost, kterou ostrovy získaly v roce 1968.

## Obyvatelstvo a kultura
Na ostrově žije okolo 40 000 obyvatel, naprostá většina z nich jsou kreolové (98 %), příslušní k římskokatolické církvi, menšinu tvoří muslimové a hinduisté. Na rozdíl od Mauricia jsou zdejší kreolové spíše afrického než indického původu. Vliv křesťanství je na ostrově patrný na každém kroku. Náboženství, respekt k tradicím a rodině jsou základem rodriguéského života. Místní obyvatelé si velmi potrpí na svou tradiční kulturu, která je vzhledem k částečné izolaci ostrova stále zachovaná ve své původní podobě a přesně odráží historii ostrova. Autenticita folklóru je zajištěna tím, že je stále pravidelnou součástí každodenního života obyvatel a tudíž není třeba ho oživovat umělým způsobem. A to je hlavní důvod, proč je charakter tohoto místa tak zvláštní a specifický – ostrov je žijící studnicí kreolské kultury. Páteří ostrova i ekonomiky jsou ženy, které můžeme potkat téměř všude – doma, na trhu, na polích a dokonce i na moři.

## Ekonomika
Ekonomika ostrova je poměrně chudá. Hlavní ekonomickou aktivitou je zemědělství. Pěstuje se především cibule, česnek a chilli. To se však potýká s velkými problémy, jejichž příčinou jsou klimatické podmínky ostrova – sucho a půdní eroze. Následuje rybaření a chov dobytka, ovcí a drůbeže, které se vyvážejí na Mauricius. Příjmy z exportu tvoří značnou část rozpočtu ostrova. V nedávné době, však došlo k určitému oživení ekonomiky, a to díky turismu, který na ostrově jen vzkvétá a doufá se, že napomůže snížit vysokou nezaměstnanost

## Politika
Ostrov je nyní volebním obvodem republiky Mauricius a je na něm určitým způsobem závislý. Nicméně 20. listopadu 2001 mauricijské Národní shromáždění všemi hlasy přijalo dva zákony dávající Rodriguesu autonomii a možnost vytvořit decentralizovaný vládní systém. Tato nová legislativa umožnila vznik Regionální shromáždění v Rodriguesu, které čítá 18 členů a Vládní výbor v čele s vládním komisařem. Toto uskupení se setkává každý týden, aby hlasovalo o přijetí nových rozhodnutí, sestavovalo zákony a řídilo rozpočet. Vládní komisař má povinnost informovat mauricijského předsedu vlády o politické situaci na ostrově.

## Podnebí
Klima je ve srovnání s Mauriciem sušší a teplejší a podléhá pravidelným větrům vanoucím od jihovýchodu, které sebou čas od času přinesou cyklón. Minimální množství srážek způsobuje dlouhotrvající sucha. Letní období trvá od října do dubna a období mírné zimy od května do září. Během zimy se teploty pohybují okolo 15 °C , v létě je to asi 30 °C

## Cestovní ruch
Ostrov přitahuje turisty z celého světa především tím, že je místem s nedotčenou masovou turistikou a moderní civilizací.
Vraky lodí – v okolí ostrova se nachází několik vraků lodí. Nejslavnějším je britská loď Trio z roku 1846, která se plavila z Kalkaty a narazila na korálový útes. Pasažéři a posádka hledali záchranu na ostrově Ile aux Chats.
Potápění – ostrov je rájem pro potápěče a milovníky šnorchlování. Zázraky podmořského života jsou k vidění již v hloubkách 15–25 m, což jsou ideální podmínky jak pro zkušené potápěče, ale i pro začátečníky. Vyskytují se zde obrovské carangues – mořské želvy, pestré tropické ryby a překrásné korálové zahrady. Vhodná místa k potápění jsou u Pointe Coton a Pointe Roche Noire na východním pobřeží a také Pointe Palmiste na pobřeží západním. Vyhledávané je Baladirou u Pointe aux Cornes. Na ostrově jsou potápěčská centra s kurzy potápění pro začátečníky i různě pokročilé.
Port Mathurin – hlavní město ostrova, které je administrativním i ekonomickým centrem ostrova. Jak jeho název napovídá, je také přístavem. Svými úzkými uličkami, olemovanými rybářskými tavernami a mnoha čínskými obchůdky na každém rohu, je místem pro příjemnou procházku. Nachází se zde také mešita, postavená pro zdejší muslimskou menšinu.